# Thor's Hammer
Thor's Hammer е бивша полска НС блек метъл група, основана през 1997 година в Вроцлав. Групата се разпада през 2003 година.

## Дискография
Full-length
- 1997 – „Fidelity Shall Triumph“
- 2000 – „May the Hammer Smash the Cross“
- 2002 – „The Fate Worse Than Death“
- 2004 – „Three Weeds from the Same Root“

Split
- 2000 – „Thor's Hammer / Dark Fury“

Demo
- 1997 – „Nothing But Hate“

Best of/Compilation
- 2003 – „Fidelity Shall Triumph / May the Hammer Smash the Cross“